# Dilidam

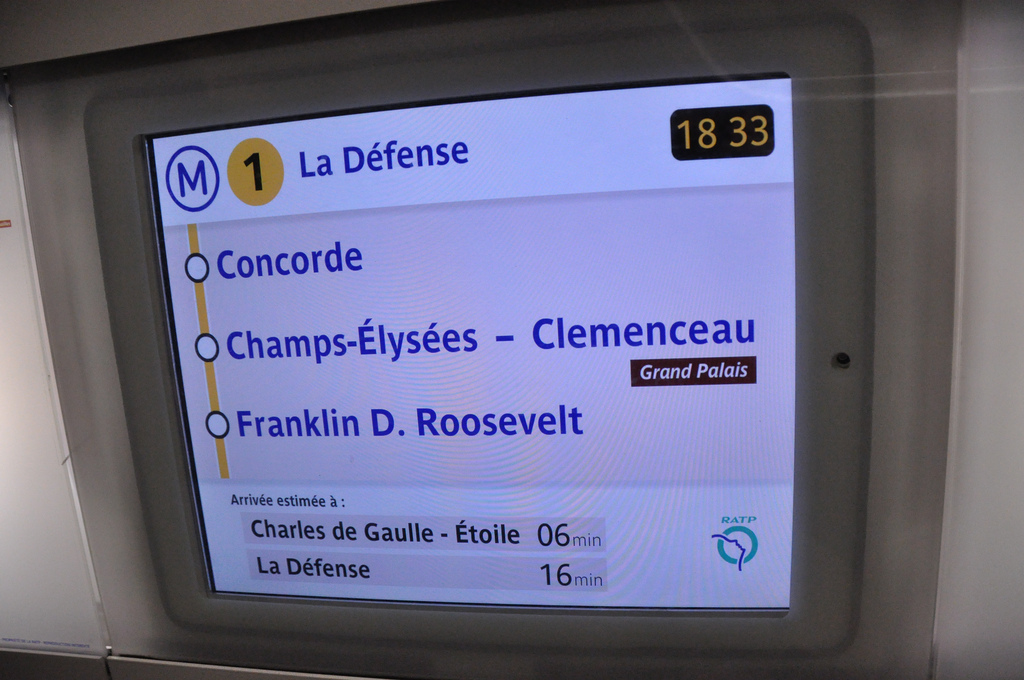
En service, en 2012, dans un MP 05 sur la ligne 1

Le système multimédia Dilidam est un service embarqué d’information voyageurs sur écran dans les véhicules de la Régie autonome des transports parisiens (RATP). La phase d'expérimentation de ce projet a débuté durant l'automne 2005. Le système Dilidam est en exploitation depuis novembre 2011 dans les nouvelles rames automatiques MP 05 de la ligne 1 et, depuis leur mise en service, sur les rames MP 14 des lignes 4, 11 et 14 ainsi que dans certains modèles de bus exploités par la RATP.

## Principes

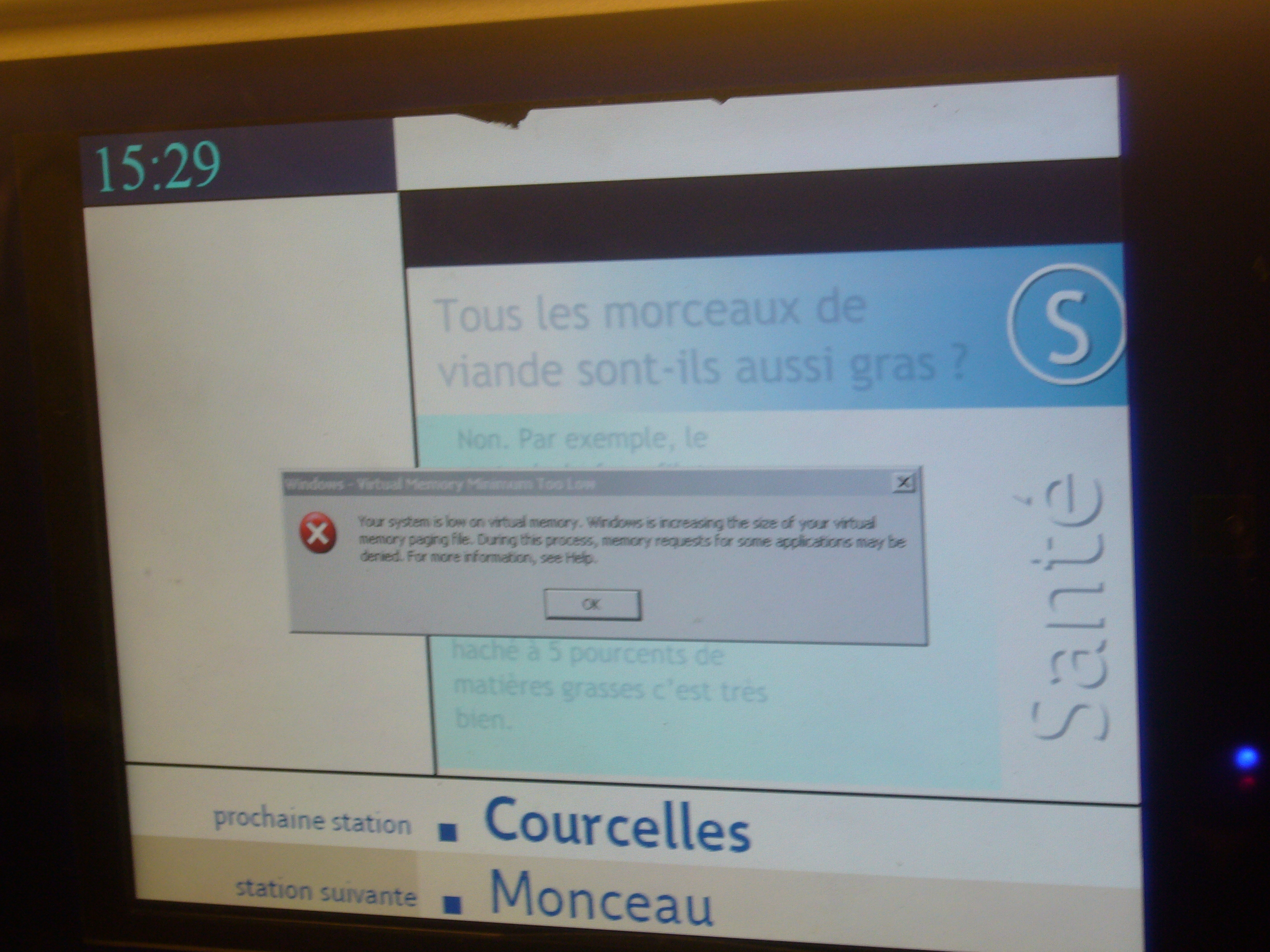
Erreur Windows sur un écran Dilidam (prototype de la rame MF 01 en 2008).

Des écrans LCD de 17 pouces fournissent des informations en temps réel sur le parcours, comme les prochains arrêts, mais également les horaires des correspondances ou un plan du quartier. Des flashs d'information et des divertissements sous forme de reportages, clips, bandes-annonces et publicités sont également proposées.
Sur les bus, le système utilise la géolocalisation par satellites pour localiser le véhicule. De plus, les bus communiquent directement par ondes radio avec les abribus pour informer les utilisateurs, qui attendent à l'arrêt, du temps d'attente avant l'arrivée du prochain véhicule.
Lors de son déploiement sur la ligne 1 avec la mise en service des rames MP 05, la philosophie du système a été recentrée sur sa fonction première d'information des voyageurs : les flashs d'information et les reportages ont été supprimés pour se concentrer sur l'information utile. Les écrans se contentent d'afficher le nom des prochaines stations, une estimation du temps prévu pour atteindre les stations principales et quelques informations comme le côté de la descente sur les stations à quai central. Il est complété par le système d'annonces sonores automatique des stations.

## Phase d’expérimentation
En 2006 et 2007, le système a été testé sur la ligne de bus RATP 38 ainsi que sur la rame MP 89 CC no 36 sur la ligne 1 du métro. L'équipement a été supprimé courant 2007.
Il est également testé dans la rame prototype du MF 01 — rame MF 01 001 — qui circulait sur la ligne 2 du métro avant son utilisation sur la ligne 9. Il a été retiré lors de la mise à niveau de cette rame avant son exploitation sur cette ligne 9.

## Déploiement
Si la généralisation de ces écrans n'a pas été validée pour les MF 01 de la ligne 2, les MP 05 de la ligne 1 sont équipés à raison de quatre écrans Dilidam par voiture.
Le système est en cours de déploiement sur les nouvelles générations de bus (projet bus 2025 de la RATP) de la RATP en petite et en grande couronne.
Voici les différents modèles de véhicules où est déployé DILIDAM :
RER :
- MI 09
- MI 2N (Livrée Île-de-France Mobilités uniquement)

Métro :
- MP 05
- MP 14
- MF 19 (à partir de son déploiement en 2025)

Tramway :
- Citadis X05 (à partir de fin 2024, sur la Ligne 1 du tramway d'Île-de-France)

Bus :
- Alsthom Aptis
- Heuliez GX137 Électrique
- Heuliez GX137 L Électrique
- Heuliez GX337 Électrique
- Heuliez GX337 GNV
- Heuliez GX437 Hybride (Livrée Île-de-France Mobilités uniquement)
- Iveco Urbanway 12 GNV
- Iveco Urbanway 12 Hybride (3 portes uniquement)
- Iveco Urbanway 18 GNV
- MAN Lion's City 12 GEfficent Hybrid
- MAN Lion's City 18 GEffcient Hybrid
- MAN Lion's City A21 GNV (livrée IDFM uniquement)
- Scania Citywide LFA GNV
- Solaris Urbino 8.9 Electric
- Solaris Urbino 18 GNV
- Irizar ie bus 12
- Bolloré Bluebus 12 (Livrée Île-de-France Mobilités uniquement)
- Bolloré Bluebus 12 Facelift

## Technique de diffusion
Dans sa version MF 01, Dilidam fonctionne à l'aide de deux ordinateurs fonctionnant sous Windows XP Embedded faisant fonctionner chacun la moitié des écrans de chaque voiture.
Dans sa version MP 14, DILIDAM est diffusé dans chaque voiture.
Dans sa version MI09/MI2N IDFM, Dilimam est diffusé dans les salles basse et haute des MI09/MI2N IDFM du RER A.
Dans sa version du bus standard, Dilidam est diffusé dans des écrans Lumiplan en deux faces perpendiculairement au portes de sortie des voyageurs.
Dans sa version du bus articulé, Dilidam est diffusé dans des écran Lumiplan en deux faces et un écran Lumiplan en seule face, face à l'arrière du bus.

## Galerie de photographies

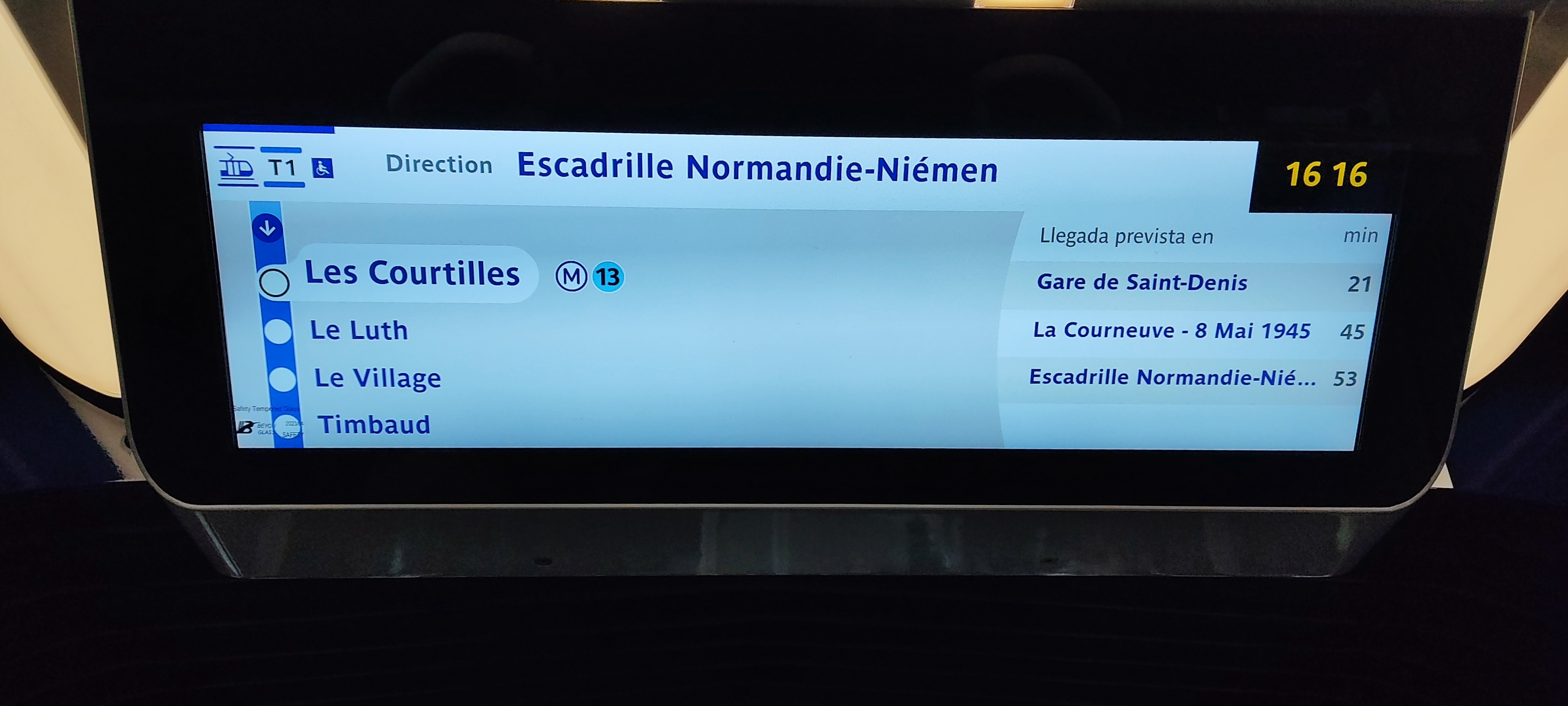
Citadis X05 TW20
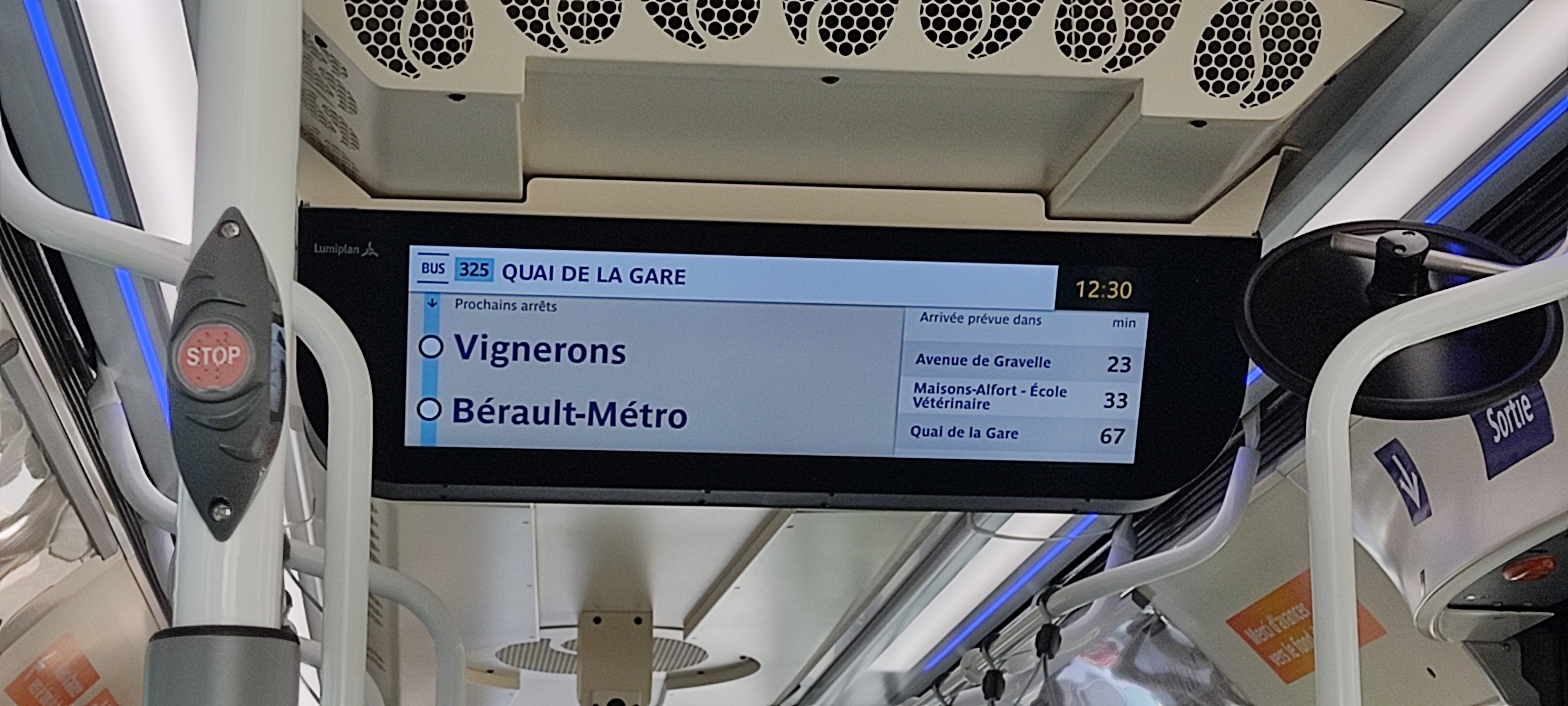
GX 337 Electrique
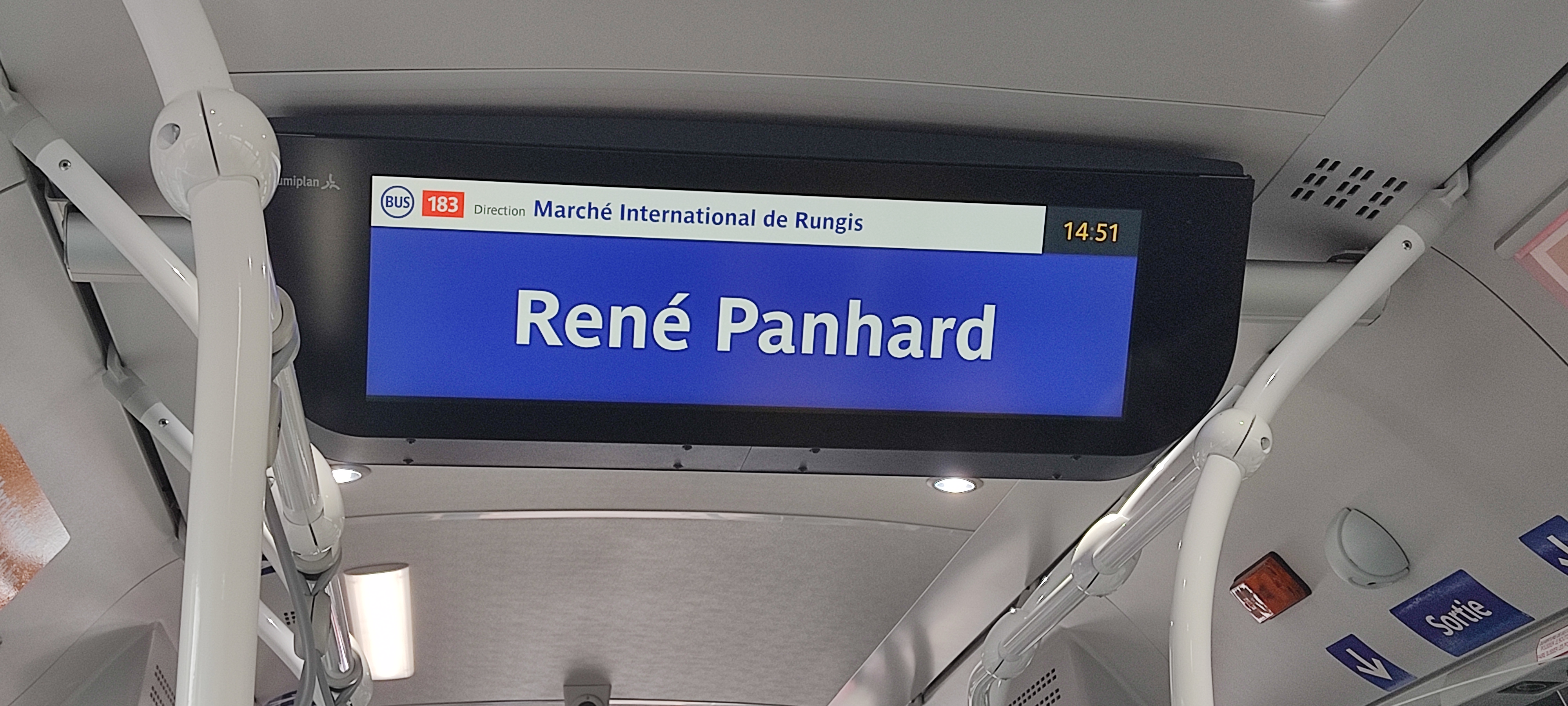
MAN Lion's City A21 GNV
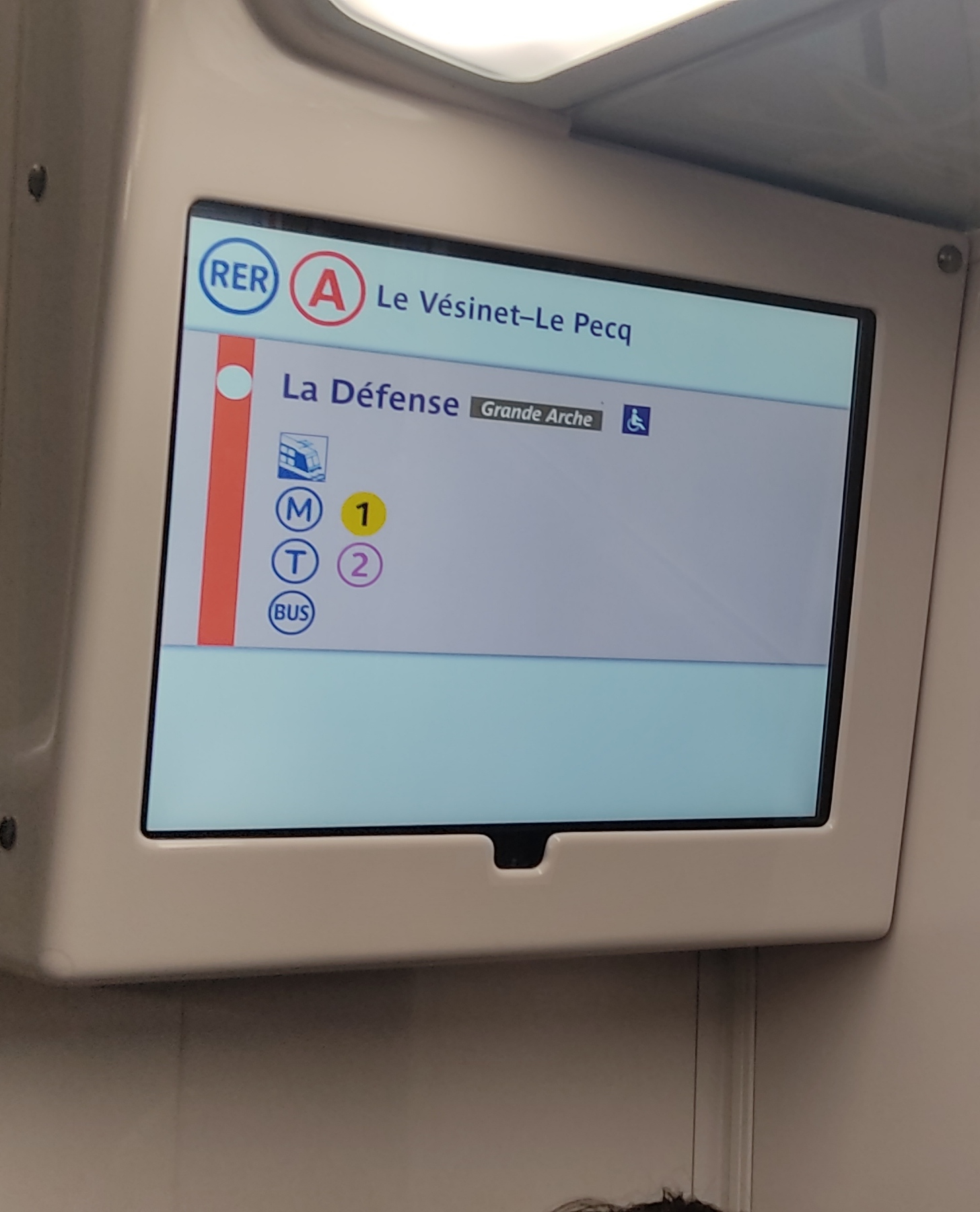
MI2N IDFM